# 平成薬品
平成薬品株式会社（へいせいやくひん）は、岐阜市に本社を置くメディセオ・パルタックホールディングス傘下の医薬品・医療機器の販売・卸売を行っていた企業である。
2009年10月にクラヤ三星堂へ吸収合併され、株式会社メディセオに商号変更した。

## 沿革
- 1777年 - 岐阜市で栢屋・篠田薬店として創業。
- 1929年 - 株式会社に改組。
- 1990年4月1日 - 栢屋薬品、三重薬品（津市）、小林薬業（名古屋市[1]）の三社が合併。現在の社名となる。
- 2000年9月 - 自社の株式の過半数をクラヤ三星堂が取得。同時に業務提携。
- 2003年4月1日 - クラヤ三星堂に岐阜・三重・愛知・静岡各県の一般用医薬品の営業権を譲渡。逆にクラヤ三星堂の三重・岐阜両県の医療用医薬品の営業権を譲受。
- 2009年10月 - クラヤ三星堂を存続会社として「クラヤ三星堂」「千秋薬品」「潮田クラヤ三星堂」「やまひろクラヤ三星堂」「平成薬品」「井筒クラヤ三星堂」が合併し「株式会社メディセオ」に社名変更。

## 事業所
- 岐阜県 : 岐阜第一支店、岐阜第二支店、大垣支店、多治見支店、高山支店、中津川支店、可児支店
- 三重県 : 津支店、四日市支店、南勢支店、上野支店(三重県伊賀市)、尾鷲支店